# Tratado de la OMPI sobre Propiedad Intelectual, Recursos Genéticos y Conocimientos Tradicionales Asociados
El Tratado de la OMPI sobre Propiedad Intelectual, Recursos Genéticos y Conocimientos Tradicionales Asociados, abreviado en inglés como tratado GRATK, es un instrumento jurídico internacional sobre la propiedad intelectual de los recursos genéticos y los conocimientos tradicionales, así como para combatir la biopiratería a través de la imposición de ciertos requisitos extra de divulgación en las solicitudes de patentes cuyas invenciones se basan en dichos recursos o conocimientos.
El tratado se concluyó en la sede de la Organización Mundial de la Propiedad Intelectual (OMPI) en Ginebra, Suiza, el 24 de mayo de 2024, después de más de dos décadas de diálogos previos por parte del Comité Intergubernamental sobre Propiedad Intelectual y Recursos Genéticos, Conocimientos Tradicionales y Folclore (CIG) de la OMPI.
El tratado fue considerado "histórico en muchos aspectos" por algunos observadores, y calificado por el Caucus Indígena  como un "primer paso hacia la garantía de un acceso justo y transparente a estos recursos". 

## Antecedentes

### 2001–2022: Trabajo del Comité Intergubernamental de la OMPI
El CIG fue creado en 2001 por la Asamblea General de la OMPI. 
Desde 2010, el mandato del CIG dictaba concluir un texto consensuado que permitiera salvar las brechas entre los numerosos instrumentos jurídicos internacionales existentes que proporcionaban cierta protección, aunque insuficiente, a los conocimientos tradicionales, las expresiones culturales tradicionales y a recursos genéticos, tales como el DNUDPI, el Convenio sobre la Diversidad Biológica, el Protocolo de Nagoya, el Tratado de plantas de la FAO, convenciones de la UNESCO sobre cultura y patrimonio inmaterial, etcétera; ninguno de los cuales incluye protecciones explícitas para los pueblos indígenas y las comunidades locales. 
Las negociaciones del IGC se suspendieron en 2020 debido a la pandemia del SARS-CoV-2 y se reanudaron en 2022. 

### 2022: Selección del proyecto de texto
En 2022, el CIG acordó dar los siguientes pasos hacia la negociación del tratado. La OMPI acordó convocar una conferencia diplomática en 2024 para discutir un proyecto de tratado en el que el Comité había estado trabajando. 
La selección del proyecto de texto que debía servir de base para las negociaciones del texto final del tratado recibió algunas críticas por parte de los observadores de la sociedad civil. La Asamblea General de la OMPI de 2022 decidió que una versión abreviada del proyecto (nombrada "texto del presidente") que había sido redactado por el embajador australiano Ian Gross, presidente del CIG en 2019, sería la base para las negociaciones del tratado. Antes de esa decisión, el texto que se esperaba utilizar como base para las negociaciones era el "texto consolidado", un documento más amplio sobre el cual los Estados miembros de la CIG habían estado trabajando por consenso durante años. 
A diferencia del texto consolidado que abordaba los conocimientos tradicionales y las expresiones culturales tradicionales como tales, así como las diferentes formas de propiedad intelectual, el texto del presidente se centró únicamente en los recursos genéticos y el sistema de patentes . 
En agosto de 2023, India presentó una propuesta con una serie de enmiendas al texto del presidente, con el objetivo de volver a incorporar algunos elementos del texto consolidado en el debate.

### 2023: Sesión especial del CIG y Comité Preparatorio
La Sesión Especial que tuvo lugar del 4 al 8 de septiembre de 2023 revisó parte del texto del presidente que contiene artículos sustantivos. El Comité Preparatorio que se celebró la semana siguiente abordó las partes administrativas y de procedimiento del proyecto. En conjunto, estas dos reuniones dieron como resultado un borrador revisado, que sirve como base para las discusiones de la Conferencia Diplomática de 2024.
La Sesión Especial que tuvo lugar del 4 al 8 de septiembre de 2023 revisó parte del texto del Presidente que contiene artículos sustantivos. El Comité Preparatorio que se reunió la semana siguiente abordó las partes administrativas y de procedimiento del proyecto. En conjunto, estas dos reuniones dieron como resultado un borrador revisado, que sirve de base para los debates de la Conferencia Diplomática de 2024.

## 2024: Conferencia Diplomática y adopción del tratado
La Conferencia Diplomática fue convocada para llevarse a cabo en Ginebra, Suiza, entre el 13 y el 24 de mayo de 2024.  Ahí fue negociado y modificado el proyecto resultante de la Sesión Extraordinaria y del Comité Preparatorio, finalizando con la adopción del tratado denominado Tratado de la OMPI sobre Propiedad Intelectual, Recursos Genéticos y Conocimientos Tradicionales Asociados. Es el primer tratado de la OMPI que incluye, específicamente, disposiciones para los Pueblos Indígenas y las comunidades locales.
Dicho tratado entrará en vigor una vez que tenga 15 estados contratantes e instaurará un nuevo requisito para los solicitantes de patentes consistente en la obligación de divulgar cuando las invenciones estén basadas en recursos genéticos o conocimientos tradicionales asociados.
El tratado sobre Propiedad Intelectual, Recursos Genéticos y Conocimientos Tradicionales Asociados es a menudo denominado en inglés por su acrónimo "GRATK". 

### Adopción y firmas
El instrumento jurídico final, el Tratado de la OMPI sobre Propiedad Intelectual, Recursos Genéticos y Conocimientos Tradicionales Asociados (a menudo denominado por su acrónimo "GRATK" ) fue adoptado en la noche del jueves 23 al viernes 24 de mayo de 2024, y abierto a firma el 24 de mayo por la tarde, en la sede de la OMPI en Ginebra. 
"Se trata del primer tratado de la OMPI que aborda la interrelación de la propiedad intelectual con los recursos genéticos y los conocimientos tradicionales, y el primer tratado de la OMPI que incluye, específicamente, disposiciones para los Pueblos Indígenas y las comunidades locales. 

Una vez entrado en vigor con 15 Partes Contratantes, el Tratado establecerá en el Derecho internacional un nuevo requisito de divulgación para los solicitantes de patente cuyas invenciones se basan en recursos genéticos o conocimientos tradicionales asociados."  
Al cierre de la Conferencia Diplomática, el 24 de mayo de 2024, el Tratado fue firmado por 30 países: Argelia, Bosnia y Herzegovina, Brasil, Burkina Faso, República Centroafricana, Chile, Colombia, Congo, Costa de Marfil, Eswatini, Ghana, Lesoto, Madagascar, Malaui, Islas Marshall, Marruecos, Namibia, Nicaragua, Níger, Nigeria, Niue, Corea del Norte, Paraguay, San Vicente y las Granadinas, Santo Tomé y Príncipe, Senegal, Sudáfrica, Tanzania, Uruguay y Vanuatu. 

## Ratificaciones y entrada en vigor
Según el artículo 17, está previsto que el Tratado entre en vigor tres meses después de su ratificación o bien tras la adhesión por parte de 15 países.
La firma, ratificación y adhesión del tratado están abiertas a cualquier Estado miembro de la OMPI, de conformidad con el Artículo 12 del Tratado. Los países que firmen el Tratado dentro del período del primer año (hasta el 24 de mayo de 2025) tendrán que ratificarlo nuevamente para que el Tratado entre en vigor. Los países que decidan adherirse después del período inicial de un año lo harán mediante "adhesión" (equivalente tanto a la firma como a la ratificación).